# 신타니 마유미
신타니 마유미(일본어: 新谷 真弓 しんたに まゆみ[*], 1967년 7월 18m일 ~ )는 일본의 여성 성우 겸 배우. 히로시마현 출신.

## 출연 작품
- 가디언 하츠 - 데이지
- 그 남자! 그 여자! - 시바히메 츠바사
- 길티기어 STRIVE - 지오바나
- 나츠메 우인장 - 히다카
- 대결! 애니메이션
- 듀라라라!! - 할머니
- 디지몬 유니버스 어플리 몬스터즈 - 드레스몬
- 만난 지 5초만에 배틀 - 미온
- 브리가둔 마린과 메란 - 로로
- 샤킹! - 노로이쨩
- 성검전설 3 TRIALS of MANA - 니키타
- 식극의 소마 - 키요 할머니
- 용과 같이 6 - 포켓 서킷 파이터의 아내
- 우주 패트롤 루루코 - 미도리 세이브 더 월드
- 원더 에그 프라이어리티 - 하치녀
- 음양사 - 후타쿠치, 네코마타, 도굴귀신
- 장신소녀 마토이 - 아즈마 아즈미
- 지구방위기업 다이가드 - 도메키 리카
- 지구소녀 아르주나 - 신디 클라인
- 쿠키런: 킹덤 - 연금술사맛 쿠키
- 킬라킬 - 자쿠즈레 노논
- 프로메어 - 루치아 펙스
- 프리큐어 시리즈
  - Go! 프린세스 프리큐어 - 미스 샤무르
  - 극장판 Go! 프린세스 프리큐어 Go!Go!! 호화 3편!!! - 미스 샤무르
- 프리크리 - 하루하라 하루코
- 프로메어 - 루시아 펙스
- 하쿠메이와 미코치 - 쟈다
- KOF 2002, KOF 2002UM, KOF NW(가정용) - 앙헬
- 하얀고양이 프로젝트 - 데코라 데코와 보코라 보코
- 흑집사 Book of Circus - 웬디
- Re: 큐티하니 - 스칼렛 크로우
- SSSS.GRIDMAN - 릿카 엄마